# Puyloubier
Puyloubier ist eine französische Gemeinde mit 1780 Einwohnern (Stand 1. Januar 2022) im Département Bouches-du-Rhône in der Region Provence-Alpes-Côte d’Azur. 

## Geografie
Die Gemeinde liegt 20 Kilometer östlich von Aix-en-Provence, am Nordrand des Beckens von Trets, am Fuß der Montagne Sainte-Victoire. Nachbargemeinden sind Trets, Rousset und Pourrières.

## Fremdenlegion
Seit 1953 befindet sich östlich des Dorfes eine Einrichtung für verletzte Soldaten und Pensionäre der Fremdenlegion. Die Soldaten haben dort verschiedene Möglichkeiten der Betätigung, etwa in der Landwirtschaft, im Handwerk oder als Mitarbeiter in einem Uniformmuseum.

## Geschichte
Bereits in der Vorgeschichte wurde das Gebiet wahrscheinlich von Menschen bewohnt. Aus der Zeit der Kelten, die im 4. Jahrhundert vor Christus in die Region kamen, sind Spuren von Oppida zu finden. 125 vor Christus wurden schließlich die Kelten von den Römern und ihren Verbündeten verdrängt. Mehrere Funde belegen die Anwesenheit der Römer. Im 9. Jahrhundert war das Dorf auf dem so genannten Wolfshügel von einer Mauer umgeben, die Schutz vor Angreifern bot. Im Mittelalter bis zur Revolution war die Abtei Saint Victor in Marseille Besitzerin großer Teile des Territoriums von Puyloubier. Im 19. Jahrhundert war das Dorf landwirtschaftlich geprägt. Die industrielle Revolution sorgte hier für Landflucht: Die Einwohnerzahl sank von 922 Einwohnern im Jahr 1850 auf 550 Einwohner im Jahr 1909. 1950 wurden durch die Fertigstellung der Straßen nach Saint-Antonin und Rousset die Verkehrsanbindungen nach Aix-en-Provence und Marseille erleichtert.

## Kultur und Sehenswürdigkeiten
- Einsiedelei Saint Ser aus dem 11. Jahrhundert
- Pfarrkirche Saint Pons
- Kapellen Saint Pranance und Saint Roch
- Einrichtung für die Verwundeten der Fremdenlegion mit einem Uniformmuseum u. a.

## Demografie

### Bevölkerungsentwicklung
| Jahr      | 1962 | 1968 | 1975 | 1982 | 1990 | 1999 | 2008 | 2016 |
| Einwohner | 630  | 698  | 798  | 1121 | 1317 | 1475 | 1755 | 1780 |

### Altersstruktur
21 Prozent der Bevölkerung sind 19 Jahre alt oder jünger. Elf Prozent der Bevölkerung sind 75 Jahre alt oder älter. Damit liegt der Altersdurchschnitt über dem gesamtfranzösischen Altersdurchschnitt.

## Persönlichkeiten
- Francis Méano, französischer Fußballspieler, * 22. Mai 1931; † 25. Juni 1953 in Witry-lès-Reims/Marne